# Pyrenula pyrgillospora
Pyrenula pyrgillospora är en lavart som beskrevs av Aptroot. Pyrenula pyrgillospora ingår i släktet Pyrenula och familjen Pyrenulaceae.   Inga underarter finns listade i Catalogue of Life.